# フローラ・ロブソン
フローラ・ロブソン（Flora Robson、1902年3月28日 - 1984年7月7日）は、イギリスの女優。

## 出演作品
- タイタンの戦い
- イントレピッドと呼ばれた男
- ドミニク
- レ・ミゼラブル
- 不思議の国のアリス
- ポンペイ殺人事件
- 太陽の爪あと（アガサ）
- 若き日のキャシディ（キャシディ夫人）
- 荒野の女たち
- 素晴らしきヒコーキ野郎
- バタシの鬼軍曹
- ミス・マープル／寄宿舎の殺人
- 北京の55日
- ロミオとジュリエット
- マルタ島攻防戦
- 死せる恋人に捧ぐる悲歌
- 黒水仙
- シーザーとクレオパトラ
- サラトガ本線
- シー・ホーク
- 静かなる抵抗
- ライオンの翼
- 前科者
- 嵐ケ丘
- ヴィクトリア女王
- 再び戦場へ
- 無敵艦隊
- カザリン大帝